# Tiina Sotkasiira
Tiina Sotkasiira, född 1973 i Norra Karelen, är en finländsk forskare.
Hennes forskningsintressen inkluderar internationell migration, integration och bosättning av migranter i landsbygdsområden, rasism, social trygghet och ryska studier.

## Akademisk karriär
Sotkasiira innehar en doktorsexamen och en magisterexamen i samhällsvetenskap med inriktning på social och offentlig politik från Östra Finlands universitet och en MSc (Public Order Research and Information Management) från University of Leicester.
Under sin karriär har Sotkasiira publicerat regelbundet inom sina forskningsområden och bidragit till flera forskningsprojekt och nätverk. År 2017 tillbringade hon sex månader som forskare vid Centre for Russian, Central and East European Studies vid University of Glasgow. Hon har även arbetat i Ryssland och är styrelseledamot i Nordic Migration Research Network.

## Aktivism
Sotkasiira är engagerad i olika aktivistiska nätverk. Hon är bland annat ordförande för Joensuus lokala antirasistiska arbetsgrupp.